# Mount Bevin
Mount Bevin är ett berg i Antarktis. Det ligger i Östantarktis. Nya Zeeland gör anspråk på området. Toppen på Mount Bevin är 3 490 meter över havet, eller 1 072 meter över den omgivande terrängen. Bredden vid basen är 9,4 km.
Terrängen runt Mount Bevin är bergig åt sydost, men åt nordväst är den kuperad. Trakten är obefolkad. Det finns inga samhällen i närheten. 